# Borba de Montanha
Borba de Montanha ist eine Gemeinde im Norden Portugals.
Borba de Montanha gehört zum Kreis Celorico de Basto im Distrikt Braga, besitzt eine Fläche von 10,9 km² und hat 1116 Einwohner (Stand 19. April 2021).